# Duncan Gillis
Duncan Gillis (né le 3 janvier 1883 à Cape Breton et mort le 2 mai 1963 à Vancouver) est un athlète canadien spécialiste du lancer du marteau et du lancer du disque. 

## Biographie

### Palmarès
| Date | Compétition           | Lieu      | Discipline        | Résultat | Performance |
| ---- | --------------------- | --------- | ----------------- | -------- | ----------- |
| 1912 | Jeux olympiques d'été | Stockholm | Lancer du marteau | 2e       | 48,39 m     |
| 1912 | Jeux olympiques d'été | Stockholm | Lancer du disque  | 14e      | 39,01 m     |

### Records
| Épreuve           | Performance | Lieu | Date |
| ----------------- | ----------- | ---- | ---- |
| Lancer du marteau | 51,20 m     |      | 1912 |
| Lancer du disque  | 43,24 m     |      | 1910 |